# フラーレンウィスカー

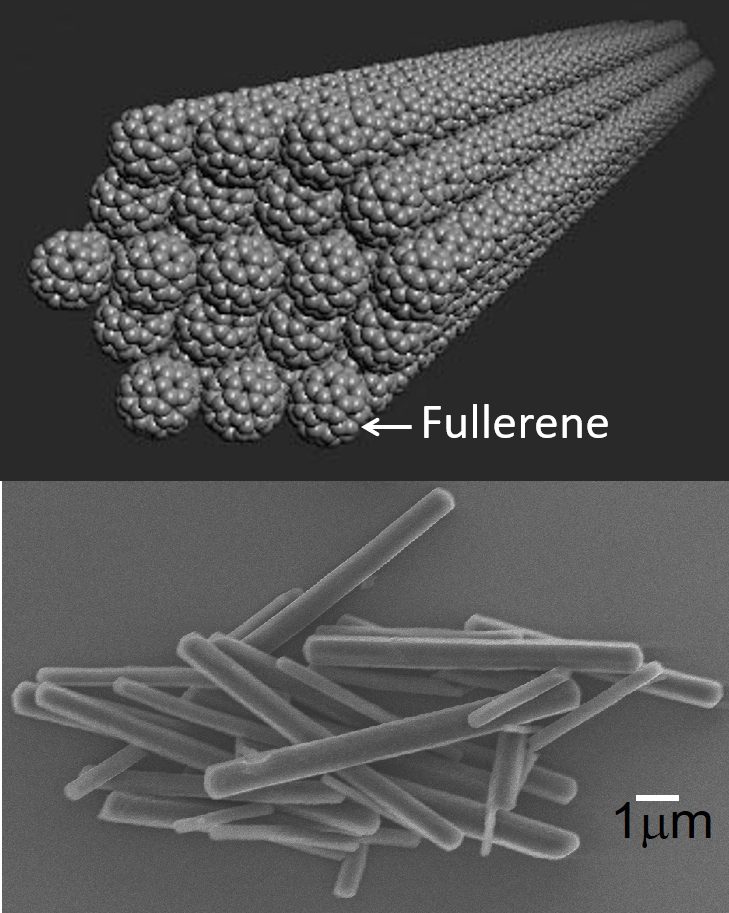
C_{60}フラーレンウィスカーの図（上）と顕微鏡写真（下）

フラーレンウィスカー(Fullerene whiskers)は、バックミンスターフラーレンやC70フラーレン、またはそれらの混合物等のフラーレン分子から構成される細い棒状の構造である。中が空洞のフラーレンウィスカーは、フラーレンチューブ(Fullerene tubes)と呼ばれる。直径はおよそ数μmである。直径が1μmより小さいものは、フラーレンナノウィスカー(Fullerene nanowhiskers)またはフラーレンナノチューブ(Fullerene nanotubes)等と呼ばれる。
フラーレンウィスカーやフラーレンチューブは、弱いファン・デル・ワールス力で結びついているため、非常に柔らかい。2つの液体の界面で合成される。半導体であり、電界効果トランジスタ、太陽電池、化学センサ、光触媒等に用いられる可能性がある。カリウム等のアルカリ金属を添加すると、超伝導体になる。
成長したフラーレンナノチューブは、六角形で結晶は面心立方格子構造を持つ。約100 nmと比較的大きな内径と反応性の低さから、幅広い範囲のナノ粒子を収容することができる。C60ナノチューブは、空気中で416℃以上に加熱すると分解する。